# Jaime Forns Barguenyo
Jaime Forns Barguenyo   (Barcelona, 12 de març de 1939) és un dibuixant de còmics. En el mercat autòcton va treballar per l'editorial Toray a la sèrie Hazañas Bélicas i Relatos de Guerra, entre d'altres. També va adaptar novel·les clàssiques al còmic, Els tres Mosqueters i Ben-Hur més endavant va treballar per altres països europeus començant per França, Alemanya i Anglaterra. Firmava amb diferents pseudònims; Forns, Jaime Forns i J.Forns.

## Biografia
Jaime Forns Barguenyo, va néixer el 12 de març de 1939 a Barcelona. De molt jove ja era un gran afeccionat als còmics, va començar la seva carrera professional a Ediciones Toray, dibuixant algunes de les historietes de la sèrie Hazañas Bélicas i Relatos de Guerra en el gènere Bèl·lic, per aquesta mateixa editorial va adaptar al còmic la novel·la d'Els tres mosqueters i Ben-Hur, per la mateixa editorial va dibuixar comics de diferents gèneres de l'oest a la col·lecció Sioux i de Còmic detectivesc a la col·lecció Huron. Després de treballar per diferents editorials autòctones, va fer treballs per l'editorial Editions Impéria, iniciant així les seves col·laboracions amb el mercat Francès i europeu, per aquesta editorial va dibuixar la sèrie Ruby et Tatou, i Girafe, en el gènere de còmic d'humor i Sergent Guam (bèl·lic) i Super Boy. Per l'editorial Alemanya Bastei, va publicar la sèrie de fantasmes, Gespenser, de còmic de terror, per l'editorial anglesa DC Thomson, va publicar la sèrie d'historietes Wendy, de còmic femení. També va fer alguns treballs per publicitat.

## Obra i publicacions
| Anys | Títol                     | Guionista           | Editorial                  | Enquadernació   | Format  | Als números                                                               | Notes        |
| ---- | ------------------------- | ------------------- | -------------------------- | --------------- | ------- | ------------------------------------------------------------------------- | ------------ |
| 1957 | Colección Golondrina      | María Artal         | Exclusivas Gráficas Ricart | Quadern apaïsat | Grapa   | 0,64,69,123                                                               |              |
| 1959 | Colección Mari-Tere       | Francisco José Gras | Editorial Grafidesa, S.L.  | Quadern         | Grapa   | 71, 74, 76                                                                | Segona Sèrie |
| 1960 | Novelas Graficas Clásicas | Diversos            | Ediciones Toray, S.A.      | Llibre          | Rustica | 1                                                                         |              |
| 1962 | Hazañas Belicas           | Diversos            | Ediciones Toray, S.A.      | Quadern         | Grapa   | 32,48,51,56,65,75,96,105,124,129,132, 136,156,158,160,165,176,191,218,219 |              |
| 1963 | Relatos de Guerra         |                     | Ediciones Toray, S.A.      | Llibre          | Rustica | 19,22,33,35                                                               |              |
| 1969 | Hurón                     |                     | Ediciones Toray, S.A.      | Llibre          | Rustica | 62                                                                        |              |